# Barbula hibernica
Barbula hibernica là một loài rêu trong họ Pottiaceae. Loài này được (Mitt.) Husn. mô tả khoa học đầu tiên năm 1886.